# Вітор Буено
Вітор Фрежарін Буе́но (порт. Vitor Frezarin Bueno, нар. 5 вересня 1994, Монті-Алту) — бразильський футболіст, півзахисник клубу Сан-Паулу».

## Ігрова кар'єра
Народився 5 вересня 1994 року в місті Монті-Алту. Розпочав займатись футболом у клубі «Монте Азул», з якого 2011 року перейшов у «Баїю». У 2013 році він приєднався до «Ботафогу Сан-Паулу», де спочатку грав за молодіжну команду до 20 років.
На професійному рівні дебютував 25 січня 2014 року виступами за «Ботафогу Сан-Паулу» в матчі Ліги Пауліста проти «Паулісти» (4:2). Усього за два роки зіграв 11 матчів у чемпіонаті штату і забив 2 голи.
26 травня 2015 року був відданий в оренду в «Сантус». Дебютував за новий клуб у матчі Серії А 17 вересня 2015 року, вийшовши на заміну замість Рікарду Олівейри в кінці матчу проти «Атлетіко Мінейро» (4:0), а 6 грудня забив перший гол у вищому дивізіоні Бразилії в грі проти «Атлетіко Паранаенсе» (5:1). 18 травня 2016 року Вітор підписав повноцінний контракт з «Сантосом» до 2020 року. Того ж сезону Буено став основним гравцем команди і забив 10 голів у 33 матчах Серії А того сезону, ставши з командою віце-чемпіоном Бразилії.
9 березня 2017 року Буено дебютував у Кубку Лібертадорес у матчі проти «Спортінг Крістал» (1:1). 1 липня він зазнав травми коліна в грі з «Атлетіко Гояніенсе» (1:1) і залишився поза грою на вісім місяців. Буено повернувся до гри 14 лютого 2018 року, зігравши останні десять хвилин у домашній грі проти «Сан-Каетано» (2:0). Станом на 23 липня 2018 року відіграв за команду з Сантуса 50 матчів в національному чемпіонаті.
2 серпня 2018 року перейшов на правах оренди на два роки у «Динамо» (Київ) з правом подальшого викупу за 10 млн євро, а в зворотньому напрямку на цих же умовах відправився Дерліс Гонсалес. Втім зігравши лише у трьох матчах за клуб він вже 3 квітня 2019 року покинув клуб і відправився в оренду в «Сан-Паулу».

## Статистика виступів

### Статистика клубних виступів
| Сезон                          | Команда                        | Чемпіонат                      | Чемпіонат | Чемпіонат | Національний кубок | Національний кубок | Національний кубок | Континентальні кубки | Континентальні кубки | Континентальні кубки | Інші змагання | Інші змагання | Інші змагання | Усього | Усього | Усього |
| Сезон                          | Команда                        | Ліга                           | Ігор      | Голів     | Ліга               | Ігор               | Голів              | Ліга                 | Ігор                 | Голів                | Ліга          | Ігор          | Голів         | Ігор   | Голів  |        |
| ------------------------------ | ------------------------------ | ------------------------------ | --------- | --------- | ------------------ | ------------------ | ------------------ | -------------------- | -------------------- | -------------------- | ------------- | ------------- | ------------- | ------ | ------ | ------ |
| 2014                           | «Ботафогу Сан-Паулу»           | ЛП                             | 7         | 0         | КБ                 | 0                  | 0                  |                      | -                    | -                    | КП            | 23            | 8             | 30     | 8      |        |
| 2015                           | «Ботафогу Сан-Паулу»           | ЛП+D (IV)                      | 4+0       | 2         | КБ                 | 0                  | 0                  |                      | -                    | -                    |               | -             | -             | 4      | 2      |        |
| Усього за «Ботафогу Сан-Паулу» | Усього за «Ботафогу Сан-Паулу» | Усього за «Ботафогу Сан-Паулу» | 11        | 2         |                    | 0                  | 0                  |                      | -                    | -                    |               | 23            | 8             | 34     | 10     |        |
| 2015                           | «Сантус»                       | ЛП+A                           | 0+4       | 1         | КБ                 | 0                  | 0                  |                      | -                    | -                    |               | -             | -             | 4      | 1      |        |
| 2016                           | «Сантус»                       | ЛП+A                           | 11+33     | 3+10      | КБ                 | 4                  | 0                  |                      | -                    | -                    |               | -             | -             | 48     | 13     |        |
| 2017                           | «Сантус»                       | ЛП+A                           | 12+8      | 4+0       | КБ                 | 3                  | 0                  | ЛЧ                   | 6                    | 3                    |               | -             | -             | 29     | 7      |        |
| 2018                           | «Сантус»                       | ЛП+A                           | 8+0       | 0         | КБ                 | 0                  | 0                  | ЛЧ                   | 1                    | 0                    |               | -             | -             | 9      | 0      |        |
| Усього за кар'єру              | Усього за кар'єру              | Усього за кар'єру              | 87        | 20        |                    | 7                  | 0                  |                      | 7                    | 3                    |               | 23            | 8             | 124    | 31     |        |

## Досягнення
- Чемпіон штату Сан-Паулу: 2016

### Індивідуальні
- Найкращий бомбардира Кубка Пауліста: 2014 (8 голів)
- Найкращий новачок чемпіонату Бразилії: 2016[12]
- Автор найкрасивішого голу Ліга Пауліста: 2016[13]